# Kepler-32
Kepler-32, även känd som KOI-952, är en ensam stjärna i mellersta delen av stjärnbilden Svanen, inom synfältet för Keplerteleskopet. Den har en skenbar magnitud av ca 16,0 och kräver ett kraftfullt teleskop för att kunna observeras. Baserat på parallax enligt Gaia Data Release 3 på ca 3,10 mas beräknas den befinna sig på ett avstånd av ca 1 050 ljusår (ca 323 parsec) från solen. 

## Egenskaper
Kepler-32 är en röd till orange stjärna i huvudserien av spektralklass M1 V. Den har en massa av ca 0,58 solmassa, en radie av ca 0,53 solradie och utsänder energi från dess fotosfär motsvarande ca 0,05 gånger solen vid en effektiv temperatur av ca 3 900 K.

## Planetsystem
År 2011 upptäcktes två exoplaneter i omlopp kring Kepler-32, och ytterligare två misstänktes. Den mindre Kepler-32 b kretsar kring värdstjärnan med en omloppsperiod av 5,90124 dygn och Kepler-32 c har omloppsperiod på 8,7522 dygn. I april 2013 bekräftade analys av transittidsvariationer att tre andra exoplaneter finns i systemet. Men endast mycket lösa avgränsningar av planeternas maximala massa kunde bestämmas. År 2014 visade en dynamisk simulering att planetsystemet Kepler-32 sannolikt har genomgått en betydande inåtgående migration i det förflutna, vilket ger ett observerat mönster av planeter med lägre massa i snävare banor. Ytterligare ännu oobserverade gasjätteplaneter på vidare omloppsbanor är sannolikt nödvändiga för att migrationen av mindre planeter ska fortsätta så långt inåt, även om nuvarande planetsystem skulle vara instabilt om ytterligare planeter är belägna närmare än 8,7 AE från värdstjärnan.
| Planet | Massa    | Halv storaxel (AE) | Siderisk omloppstid (d) | Excentricitet | Inklination | Radie          |
| ------ | -------- | ------------------ | ----------------------- | ------------- | ----------- | -------------- |
| f      | -        | 0,013              | 0,742956                | -             | -           | 0,81 ± 0,05 R🜨 |
| e      | -        | 0,033              | 2,896009                | -             | -           | 1,5 ± 0,1 R🜨   |
| b      | 0,011 MJ | 0,05               | 5,90124                 | -             | -           | 2,2 ± 0,2 R🜨   |
| c      | 0,012 MJ | 0,09               | 8,7522                  | -             | -           | 2,0 ± 0,2 R🜨   |
| d      | -        | 0,129              | 22,780806               | -             | -           | 2,7 ± 0,1 R🜨   |